# Die feinen Leute
Die feinen Leute (OT: The Idle Class) ist eine US-amerikanische Filmkomödie von Charles Chaplin aus dem Jahre 1921. Chaplin spielt in dem Film eine Doppelrolle.

## Handlung
Die reichen Leute reisen zum sommerlichen Vergnügen des Golfspiels – der Tramp ebenfalls, aber im Gepäckfach unter dem Zugabteil. Der Ehemann einer reichen Frau, ein Trinker, vergisst seine Frau vom Bahnhof abzuholen. Auf dem Golfplatz spielt der Tramp mit Golfbällen anderer Spieler, was Ärger verursacht. Er entdeckt die einsame Frau des Trinkers und träumt sich ein Leben mit ihr.
Am Abend findet ein Kostümball statt. Der Tramp gerät zufällig da hinein, nachdem er in einem Park fälschlich für einen Taschendieb gehalten wurde und vor einem Polizisten fliehen musste. Seine Tramp-Kleidung geht als Kostüm durch. Er lernt auf dem Fest die einsame Frau des Trinkers kennen, dem er – ohne es zu wissen – zum Verwechseln ähnlich sieht. Der Ehemann ist in seinem Ritterkostüm mit heruntergelassenem, klemmendem Visier gefangen. Als er seine Frau an der Schulter des Tramps sieht, stürzt er sich wild auf ihn, wird aber selbst nicht erkannt und von Bediensteten beiseitegeschafft. Der Tramp leugnet gegenüber dem Vater der Frau, mit ihr verheiratet zu sein und zieht so dessen Unmut auf sich.
Es kommt zu einer erneuten Schlägerei mit dem wahren Ehemann. Der Tramp hilft, das verklemmte Visier der Rüstung zu öffnen. Die Situation klärt sich auf und er wird umgehend des Hauses verwiesen. Eine späte Entschuldigung des Vaters und Hausherrn nimmt er an, nicht ohne ihm jedoch in den Hintern zu treten und davonzulaufen.

## Hintergrund
The Idle Class war Chaplins sechster Film für First National. Er diente nur noch der Vertragserfüllung; Chaplin hatte sich bereits seit Anfang 1919 mit Douglas Fairbanks, Mary Pickford und David Wark Griffith als United Artists für einen anderen Vertriebsweg entschieden. Der Film entstand in Chaplins Studio und wurde am 25. September 1921 veröffentlicht.